# Louisfert
Louisfert (bretonisch: Lufer; Gallo: Lóifèrr) ist eine französische Gemeinde mit 949 Einwohnern (Stand: 1. Januar 2022) im Département Loire-Atlantique in der Region Pays de la Loire; sie gehört zum Arrondissement Châteaubriant-Ancenis und zum Kanton Châteaubriant. Die Einwohner werden Locfériens genannt.

## Geografie
Die Gemeinde Louisfert liegt etwa 51 Kilometer südsüdöstlich von Rennes und etwa 51 Kilometer nordnordöstlich von Nantes. Der Fluss Cône durchquert die Gemeinde. Umgeben wird Louisfert von den Nachbargemeinden Saint-Aubin-des-Châteaux im Nordwesten und Norden, Châteaubriant im Nordosten, Erbray im Osten, Moisdon-la-Rivière im Südosten, Issé im Süden sowie Saint-Vincent-des-Landes im Südwesten und Westen.

## Bevölkerungsentwicklung
| Jahr                       | 1962 | 1968 | 1975 | 1982 | 1990 | 1999 | 2006 | 2015 | 2022 |
| Einwohner                  | 605  | 556  | 606  | 766  | 817  | 796  | 847  | 1009 | 949  |
| Quellen: Cassini und INSEE |      |      |      |      |      |      |      |      |      |

## Sehenswürdigkeiten
- Kirche Saint-Pierre-ès-Liens
- Kalvarienberg von Louisfert
- Schloss Caratel, seit 1985 Monument historique

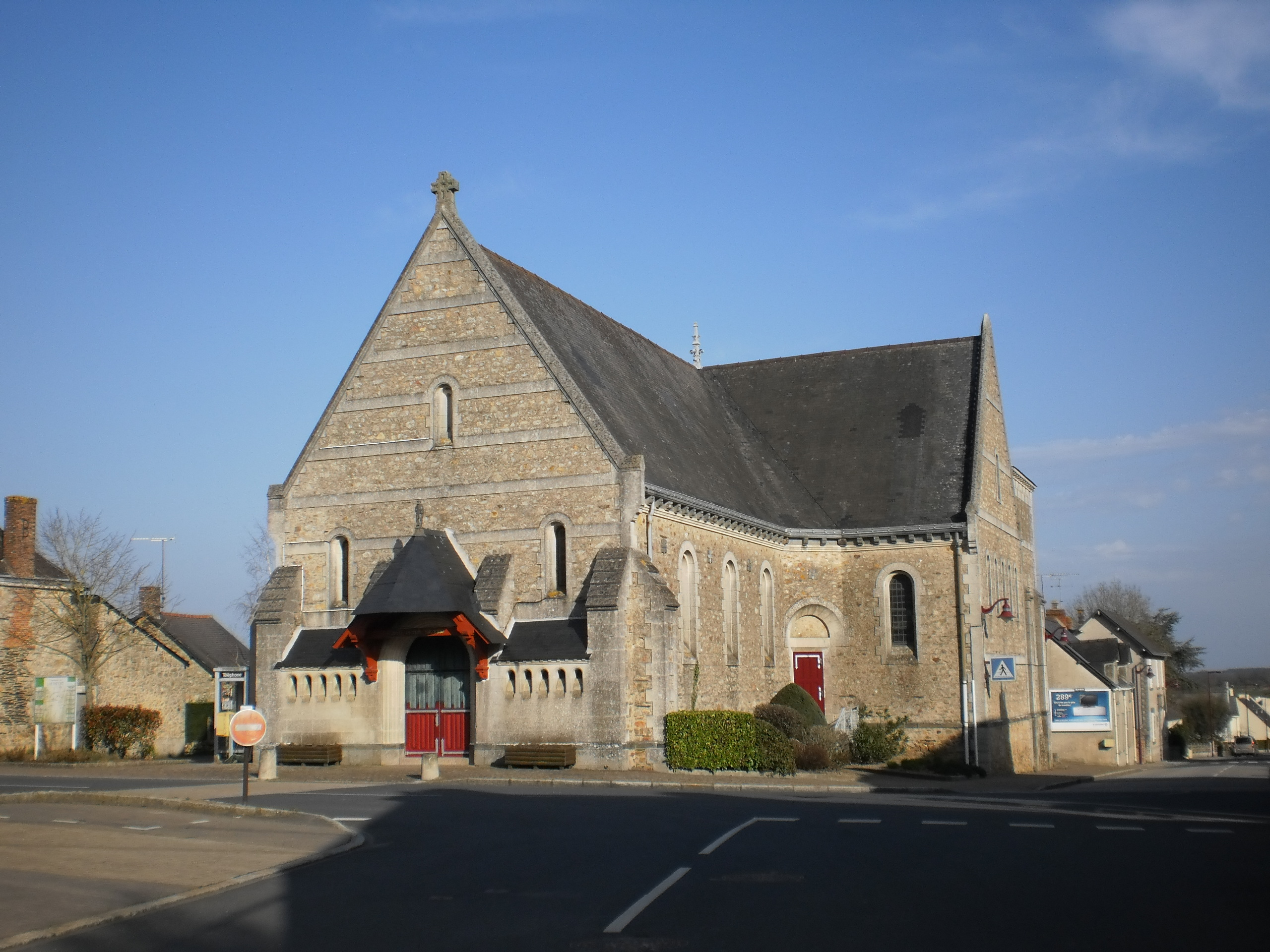
Kirche Saint-Pierre-ès-Liens
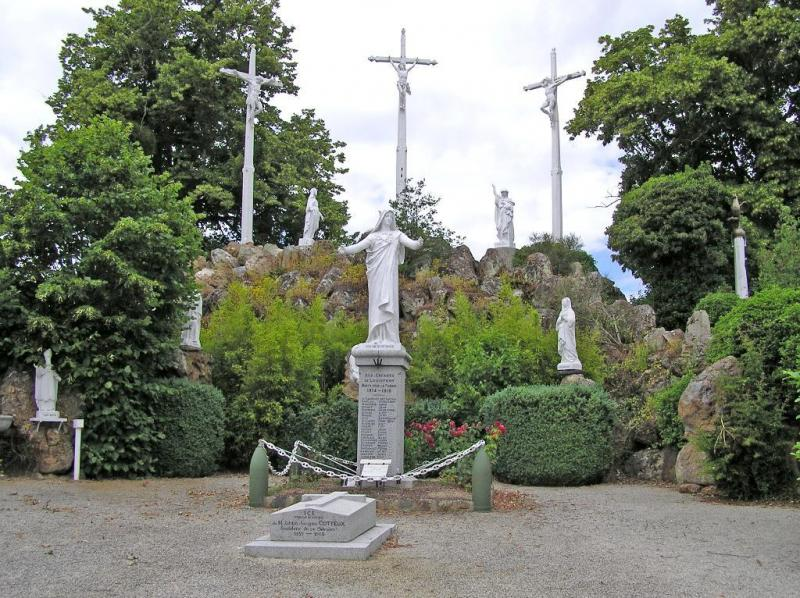
Kalvarienberg von Louisfert
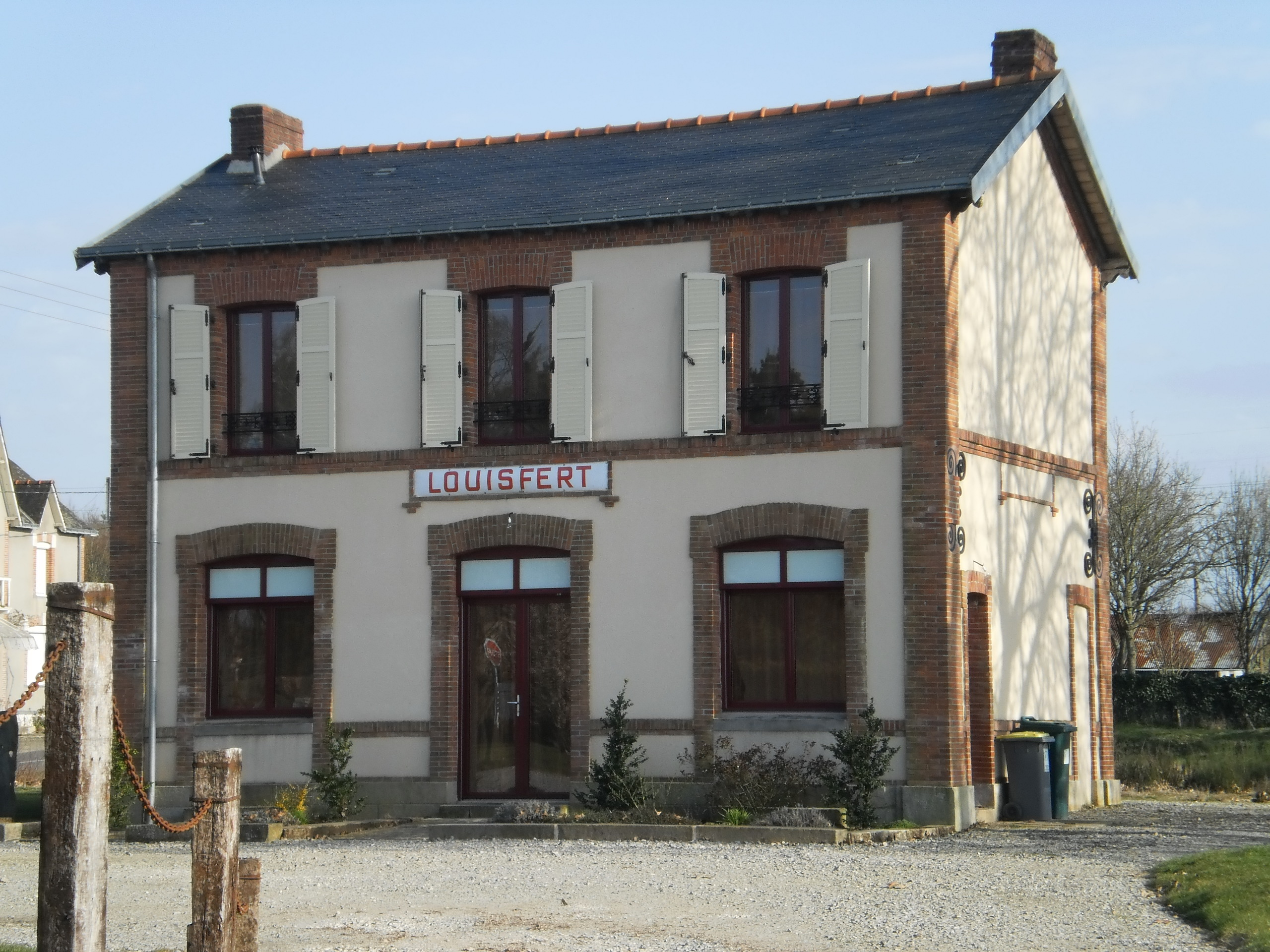
Ehemaliger Bahnhof
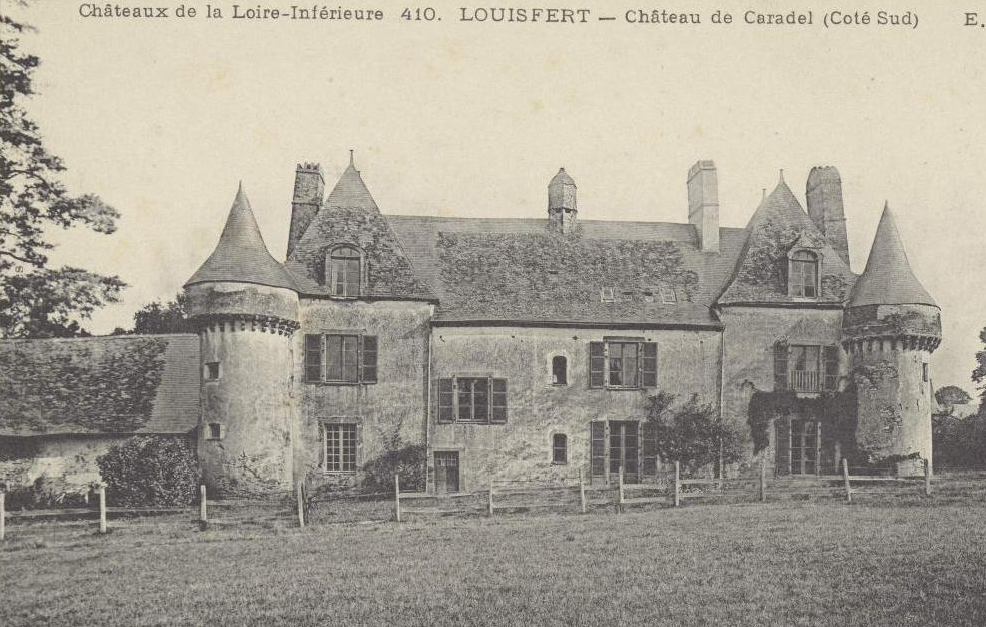
Schloss Caratel um 1900

## Persönlichkeiten
- René-Guy Cadou (1920–1951), Dichter